# William FitzOsbern, 1.º Conde de Hereford
William FitzOsbern, 1.° Conde de Hereford (c. 1020 – 22 de fevereiro de 1071), Senhor de Breteuil, na Normandia, foi um parente e conselheiro próximo de Guilherme, o Conquistador, e um dos grandes magnatas do início da Inglaterra normanda. Foi criado conde de Hereford antes de 22 de fevereiro de 1067, um dos primeiros títulos de nobreza do pariato da Inglaterra.

## Fundo
Era o filho de Osberno, o Regente, sobrinho da duquesa Gunnora, a esposa do duque Ricardo I da Normandia. Osbern tinha sido o regente de seu primo duque Roberto I da Normandia, e quando Roberto deixou o Ducado a seu jovem filho Guilherme, Osbern tinha sido um dos guardiões do duque Guilherme, mas foi morto o defendendo contra uma tentativa de assassinato por volta 1040. Osbern havia se casado com Ema, a filha do Conde Rodolfo de Ivry, que era meio-irmão de duque Ricardo I da Normandia. Através dela ele herdou uma grande propriedade no centro da Normandia, incluindo as honras da Pacy e Breteuil.

## Início de vida
Guilherme FitzOsbern provavelmente foi criado na corte de seu primo e homônimo duque Guilherme, e como seu pai, tornou-se um dos mordomos ducal. Como um nobre normando, ele fundou ou ajudou a fundar os mosteiros de Cormeilles e Lyre em suas terras, e deu a abadia na terra de Ouche a igreja e terra de Saint-Evroult-Notre-Dame-du-Bois.
Foi um dos primeiros e mais vigorosos defensores da invasão da Inglaterra, e a tradição diz que ele convenceu os céticos entre os barões normandos da viabilidade da invasão. É um dos poucos companheiros comprovados de Guilherme, o Conquistador, conhecidos por ter lutado na batalha de Hastings em 1066.
O irmão mais novo de FitzOsbern, Osbern, foi um dos capelães de Eduardo, o Confessor, e possuía a rica igreja de Bosham em Sussex, e estava bem colocado para passar informações da inteligência militar sobre a situação na Inglaterra. Mais tarde, ele se tornou bispo de Exeter.